# كارل بنيامين كلونتسنغر
كارل بنيامين كلونتسنغر (بالألمانية: Carl Benjamin Klunzinger) ـ (غوغلينغن، 18 نوفمبر 1834 ـ شتوتغارت، 21 يونيو 1914) هو طبيب وعالم حيوان ألماني، عاش في مصر ودَرَس الأحياء البحرية في مدينة القصير الساحلية.

## حياته
دَرَس كلونتسنغر الطب في جامعتي توبنغن وفورتسبورغ، ثم حضر محاضرات في علمي الجيولوجيا والحيوان في فيينا وبراغ. لم يمارس كلونتسنغر الطب فى بلاده إلا عامًا واحدًا قضاه فى بلدة ليبنتسل جنوب ألمانيا، قبل أن يرتحل إلى مصر سنة 1862.

### فترته الأولى في مصر
قضى كلونتسنجر الأشهر الثمانية عشرة الأولى من حياته في مصر في دراسة اللغة العربية بالقاهرة. وفي فبراير 1864، بدأ العمل طبيبًا بمدينة القصير الساحلية المطلة على البحر الأحمر، حيث قضى خمس سنوات جمع فيها عينات كثيرة من الأسماك وغيرها من الأحياء البحرية.

### عودته إلى ألمانيا
عاد كلونتسنغر إلى بلاده سنة 1869، وشرع في فحص العينات التي جمعها من البحر الأحمر في متحف شتوتغارت للتاريخ الطبيعي (بالألمانية: Staatliches Museum für Naturkunde Stuttgart)، ثم سافر إلى فرانكفورت وبرلين لإجراء دراسات حيوانية مقارنة. أجرى كلونتسنغر أيضًا في شتوتغارت أبحاثًا عن الأسماك التي جلبها فرديناند فون مولر (1825 ـ 1896) من أستراليا ونيوزيلندا، فوصف نحو خمسين نوعًا جديدًا.

### فترته الثانية في مصر
في سنة 1872، عاد كلونتسنغر أدراجه إلى القصير ليجمع المزيد من العينات البحرية، وظل فيها حتى سنة 1875.

### استقراره في ألمانيا
في سنة 1875 عاد كلونتسنغر إلى شتوتغارت، ثم عُين سنة 1884 أستاذًا لعلم الحيوان بجامعتها، وظل فى هذا المنصب حتى سنة 1900.

## تكريمه
- في سنة 1876، انتُخِب لعضوية أكاديمية ليوبولدينا المرموقة (الأكاديمية الألمانية للعلوم)، وهو أرفع تكريم أكاديمي في ألمانيا.[3]
- فى سنة 1912 انتُخب كلونتسنغر عضوُا شرفيُا بجمعية التاريخ الطبيعي فى فورتمبيرغ حيث قضى آخر أيامه.[1]

## من مؤلفاته
- نبذة عن أسماك البحر الأحمر (بالألمانية: Synopsis der Fische des Rothen Meeres)، صدر بالألمانية سنة 1870
- حيوان المرجان في البحر الأحمر (بالألمانية: Die Korallthiere des Rothen Meeres) ـ 1877-1879
- مشاهد من صعيد مصر والصحراء والبحر الأحمر (بالألمانية: Bilder aus Oberägyten, der Wuste und dem Rothen Meere)
  - صدر بالألمانية في برلين سنة 1877.
  - صدر بالإنجليزية في لندن سنة 1878.
  - ترجمه إلى اللغة العربية محمد عبد الغني (صدرت الترجمة عن دار ميتا بوك للنشر والتوزيع سنة 2023).[4][5]

### مشاهد من صعيد مصر والصحراء والبحر الأحمر

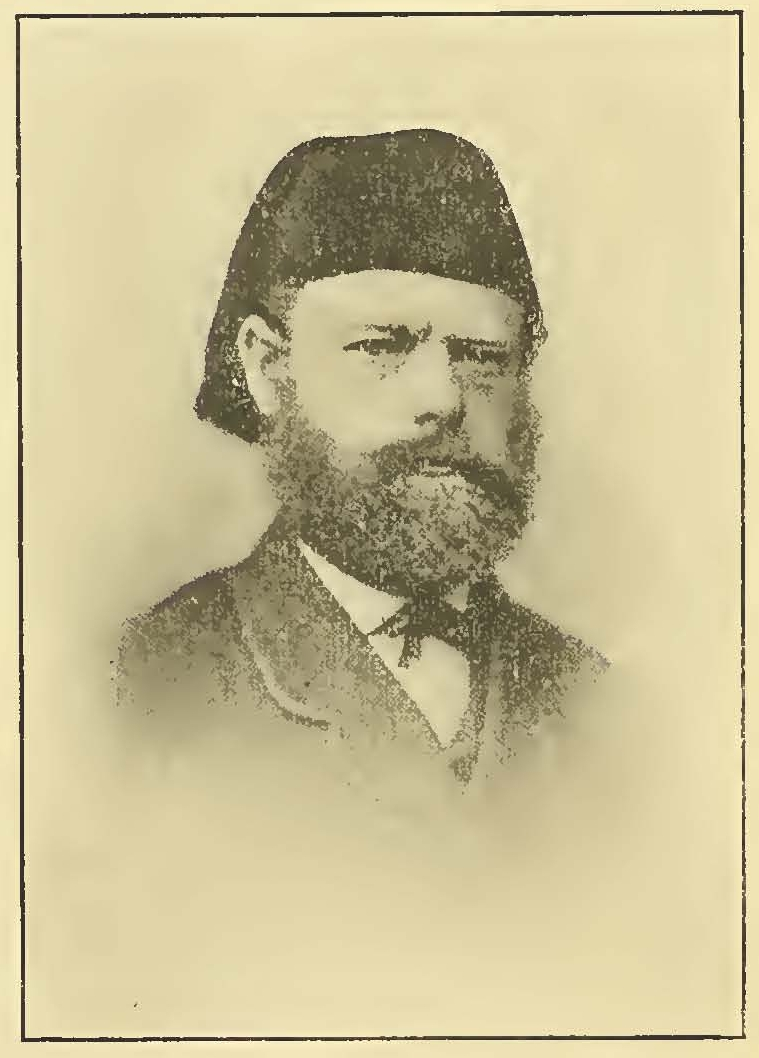
كلونتسنغر معتمرًا الطربوش

صدر هذا الكتاب في طبعته الأولى باللغة الألمانية في برلين سنة 1877، وكان عنوانه في طبعته الألمانية "مشاهد من صعيد مصر والصحراء والبحر الأحمر"، مع توطئة قصيرة بقلم عالِم النبات وعالم الأعراق الألماني جورج شفاينفورت، الذي اشتهر بكتابه "قلب أفريقيا"، ثم صدر في العام التالي بالإنجليزية في لندن تحت عنوان مطوّل هو "صعيد مصر: أهله ومنتجاته: تقرير وصفي عن عادات أهل وادي النيل والصحراء وساحل البحر الأحمر وتقاليدهم وخرافاتهم، مع صور وصفية عن التاريخ الطبيعي والجيولوجيا".
يتألف الكتاب من سبعة فصول، وتتطابق الطبعتان الألمانية والإنجليزية كل التطابق، إلا في وحدات القياس  والعملة، التي استخدم فيها كلونتسنغر وحدات القياس والعملات المستخدمة في ألمانيا، بينما آثر ناشر النسخة الانجليزية أن يستخدم فيها وحدات القياس والعملات الإنجليزية تقريبًا لها إلى ذهن قارئه البريطاني. لم يُترجم الكتاب إلى العربية ـ رغم أهميته للقارئ المصري والعربي ـ إلا بعد قرن ونصف القرن من صدور طبعته الأولى، حيث صدرت الترجمة العربية في مطلع سنة 2023 عن دار ميتا بوك المصرية، بترجمة محمد عبد الغني.

## أنواع حيوانية حملت اسمه
أُلحق اسمه بالأسماء العلمية لعدة أنواع حيوانية، من بينها Pempheris klunzingeri وLeiognathus klunzingeri وCladiella klunzingeri وDendronephthya klunzingeri وHypseleotris klunzingeri وEchinoecus klunzingeri.